# NGC 1150
NGC 1150 је лентикуларна галаксија у сазвежђу Еридан која се налази на NGC листи објеката дубоког неба.
Деклинација објекта је - 15° 2' 55" а ректасцензија 2h 57m 1,3s. Привидна величина (магнитуда) објекта NGC 1150 износи 14,1 а фотографска магнитуда 15,1. NGC 1150 је још познат и под ознакама MCG -3-8-48, NPM1G -15.0156, PGC 11144.